# Административно-территориальное деление Спасского района Рязанской области
Спасский район в рамках административно-территориального устройства включает 1 город районного значения и 15 сельских округов.
В рамках организации местного самоуправления, муниципальный район делится на 16 муниципальных образований, в том числе 1 городское и 15 сельских поселений:
- Спасское городское поселение (г. Спасск-Рязанский)
- Выжелесское сельское поселение (с. Выжелес)
- Гавриловское сельское поселение (с. Гавриловское)
- Заречинское сельское поселение (с. Заречье)
- Ижевское сельское поселение (с. Ижевское)
- Исадское сельское поселение (с. Исады)
- Кирицкое сельское поселение (с. Сушки)
- Киструсское сельское поселение (с. Киструс)
- Кутуковское сельское поселение (с. Кутуково)
- Лакашинское сельское поселение (с. Лакаш)
- Михальское сельское поселение (с. Михали)
- Панинское сельское поселение (с. Панино)
- Перкинское сельское поселение (с. Перкино)
- Собчаковское сельское поселение (с. Собчаково)
- Троицкое сельское поселение (с. Троица)
- Федотьевское сельское поселение (с. Федотьево).

Город соответствует городскому поселению, сельский округ — сельскому поселению.

## Формирование муниципальных образований
В результате муниципальной реформы к 2006 году на территории 30 сельских округов было образовано 15 сельских поселений.
| Административно-территориальная единица | Населённый пункт        | Муниципальное образование       |
| --------------------------------------- | ----------------------- | ------------------------------- |
| Выжелесский сельский округ              | Выжелес                 | Выжелесское сельское поселение  |
| Выжелесский сельский округ              | Кучино                  | Выжелесское сельское поселение  |
| Выжелесский сельский округ              | Погори                  | Выжелесское сельское поселение  |
| Дегтянский сельский округ               | Дегтяное                | Выжелесское сельское поселение  |
| Дегтянский сельский округ               | Крахмального завода     | Выжелесское сельское поселение  |
| Иванковский сельский округ              | Воскресеновка           | Выжелесское сельское поселение  |
| Иванковский сельский округ              | Дмитриевка              | Выжелесское сельское поселение  |
| Иванковский сельский округ              | Зыкеево                 | Выжелесское сельское поселение  |
| Иванковский сельский округ              | Иванково                | Выжелесское сельское поселение  |
| Иванковский сельский округ              | Макеево                 | Выжелесское сельское поселение  |
| Иванковский сельский округ              | Малево                  | Выжелесское сельское поселение  |
| Иванковский сельский округ              | Малышево                | Выжелесское сельское поселение  |
| Иванковский сельский округ              | Стариково               | Выжелесское сельское поселение  |
| Гавриловский сельский округ             | Гавриловское            | Гавриловское сельское поселение |
| Заречинский сельский округ              | Большое Пирогово        | Заречинское сельское поселение  |
| Заречинский сельский округ              | Заречье                 | Заречинское сельское поселение  |
| Заречинский сельский округ              | Ленинский               | Заречинское сельское поселение  |
| Заречинский сельский округ              | Откормсовхоза           | Заречинское сельское поселение  |
| Заречинский сельский округ              | Проня                   | Заречинское сельское поселение  |
| Заречинский сельский округ              | Садовая                 | Заречинское сельское поселение  |
| Заречинский сельский округ              | Спиртзаводской          | Заречинское сельское поселение  |
| Заречинский сельский округ              | Старостеклянное         | Заречинское сельское поселение  |
| Ухорский сельский округ                 | Жерновище               | Заречинское сельское поселение  |
| Ухорский сельский округ                 | Зарытки                 | Заречинское сельское поселение  |
| Ухорский сельский округ                 | Малое Пирогово          | Заречинское сельское поселение  |
| Ухорский сельский округ                 | Урицкое                 | Заречинское сельское поселение  |
| Ухорский сельский округ                 | Ухорское                | Заречинское сельское поселение  |
| Ижевский сельский округ                 | Ижевское                | Ижевское сельское поселение     |
| Ижевский сельский округ                 | Одоевские Горы          | Ижевское сельское поселение     |
| Исадский сельский округ                 | Аргамаково              | Исадское сельское поселение     |
| Исадский сельский округ                 | Исады                   | Исадское сельское поселение     |
| Исадский сельский округ                 | Красный Яр              | Исадское сельское поселение     |
| Исадский сельский округ                 | Студенец                | Исадское сельское поселение     |
| Исадский сельский округ                 | Чевкино                 | Исадское сельское поселение     |
| Исадский сельский округ                 | Шатрище                 | Исадское сельское поселение     |
| Кирицкий сельский округ                 | Засечье                 | Кирицкое сельское поселение     |
| Кирицкий сельский округ                 | Кирицы                  | Кирицкое сельское поселение     |
| Кирицкий сельский округ                 | Малые Гулынки           | Кирицкое сельское поселение     |
| Кирицкий сельский округ                 | Никитино                | Кирицкое сельское поселение     |
| Кирицкий сельский округ                 | Павловка                | Кирицкое сельское поселение     |
| Кирицкий сельский округ                 | Пироговский Участок     | Кирицкое сельское поселение     |
| Кирицкий сельский округ                 | Санатория «Кирицы»      | Кирицкое сельское поселение     |
| Кирицкий сельский округ                 | Сушки                   | Кирицкое сельское поселение     |
| Разбердеевский сельский округ           | Милованово              | Кирицкое сельское поселение     |
| Разбердеевский сельский округ           | Одоевцево               | Кирицкое сельское поселение     |
| Разбердеевский сельский округ           | Полянки                 | Кирицкое сельское поселение     |
| Разбердеевский сельский округ           | Разбердеево             | Кирицкое сельское поселение     |
| Разбердеевский сельский округ           | Романовка               | Кирицкое сельское поселение     |
| Разбердеевский сельский округ           | Соболевая               | Кирицкое сельское поселение     |
| Разбердеевский сельский округ           | Шатилово                | Кирицкое сельское поселение     |
| Деревенский сельский округ              | Деревенское             | Киструсское сельское поселение  |
| Деревенский сельский округ              | Мироновка               | Киструсское сельское поселение  |
| Киструсский сельский округ              | Новый Киструс           | Киструсское сельское поселение  |
| Киструсский сельский округ              | Старый Киструс          | Киструсское сельское поселение  |
| Киструсский сельский округ              | Ужалье                  | Киструсское сельское поселение  |
| Кутуковский сельский округ              | Бессоновка              | Кутуковское сельское поселение  |
| Кутуковский сельский округ              | Кутуково                | Кутуковское сельское поселение  |
| Кутуковский сельский округ              | Старая Рязань           | Кутуковское сельское поселение  |
| Кутуковский сельский округ              | Старо-Рязанские Дворики | Кутуковское сельское поселение  |
| Кутуковский сельский округ              | Устрань                 | Кутуковское сельское поселение  |
| Кутуковский сельский округ              | Фатьяновка              | Кутуковское сельское поселение  |
| Лакашинский сельский округ              | Брыкин Бор              | Лакашинское сельское поселение  |
| Лакашинский сельский округ              | Городковичи             | Лакашинское сельское поселение  |
| Лакашинский сельский округ              | Добрянка                | Лакашинское сельское поселение  |
| Лакашинский сельский округ              | Лакаш                   | Лакашинское сельское поселение  |
| Лакашинский сельский округ              | Орехово                 | Лакашинское сельское поселение  |
| Лакашинский сельский округ              | Папушево                | Лакашинское сельское поселение  |
| Городецкий сельский округ               | Городец                 | Михальское сельское поселение   |
| Городецкий сельский округ               | Желобова Слобода        | Михальское сельское поселение   |
| Городецкий сельский округ               | Селезеново              | Михальское сельское поселение   |
| Михальский сельский округ               | Горицы                  | Михальское сельское поселение   |
| Михальский сельский округ               | Михали                  | Михальское сельское поселение   |
| Михальский сельский округ               | Мокрицы                 | Михальское сельское поселение   |
| Михальский сельский округ               | Новое Тонино            | Михальское сельское поселение   |
| Михальский сельский округ               | Хрипенки                | Михальское сельское поселение   |
| Островский сельский округ               | Гулынки                 | Михальское сельское поселение   |
| Островский сельский округ               | Нефедово                | Михальское сельское поселение   |
| Островский сельский округ               | Островки                | Михальское сельское поселение   |
| Островский сельский округ               | Погорелое               | Михальское сельское поселение   |
| Островский сельский округ               | Старое Тонино           | Михальское сельское поселение   |
| Островский сельский округ               | Тонинского лесничества  | Михальское сельское поселение   |
| Выползовский сельский округ             | Выползово               | Панинское сельское поселение    |
| Выползовский сельский округ             | Петровичи               | Панинское сельское поселение    |
| Выползовский сельский округ             | Сумбулово               | Панинское сельское поселение    |
| Новиковский сельский округ              | Выселки                 | Панинское сельское поселение    |
| Новиковский сельский округ              | Новики                  | Панинское сельское поселение    |
| Новиковский сельский округ              | Ярустово                | Панинское сельское поселение    |
| Панинский сельский округ                | Агламазово              | Панинское сельское поселение    |
| Панинский сельский округ                | Горки                   | Панинское сельское поселение    |
| Панинский сельский округ                | Панино                  | Панинское сельское поселение    |
| Огородниковский сельский округ          | Ерофеевская Слобода     | Перкинское сельское поселение   |
| Огородниковский сельский округ          | Каменка                 | Перкинское сельское поселение   |
| Огородниковский сельский округ          | Огородниково            | Перкинское сельское поселение   |
| Огородниковский сельский округ          | Огородниковские Выселки | Перкинское сельское поселение   |
| Огородниковский сельский округ          | Острая Лука             | Перкинское сельское поселение   |
| Огородниковский сельский округ          | Степановка              | Перкинское сельское поселение   |
| Перкинский сельский округ               | Добрый Сот              | Перкинское сельское поселение   |
| Перкинский сельский округ               | Маяк                    | Перкинское сельское поселение   |
| Перкинский сельский округ               | Перкино                 | Перкинское сельское поселение   |
| Перкинский сельский округ               | Пески                   | Перкинское сельское поселение   |
| Дубовический сельский округ             | Губкино                 | Собчаковское сельское поселение |
| Дубовический сельский округ             | Дубовичье               | Собчаковское сельское поселение |
| Дубовический сельский округ             | Сельцо Гавриловское     | Собчаковское сельское поселение |
| Половский сельский округ                | Половское               | Собчаковское сельское поселение |
| Собчаковский сельский округ             | Курино                  | Собчаковское сельское поселение |
| Собчаковский сельский округ             | Пахотино                | Собчаковское сельское поселение |
| Собчаковский сельский округ             | Собчаково               | Собчаковское сельское поселение |
| Собчаковский сельский округ             | Тысья                   | Собчаковское сельское поселение |
| Собчаковский сельский округ             | Ушаково                 | Собчаковское сельское поселение |
|                                         | Спасск-Рязанский        | Спасское городское поселение    |
| Троицкий сельский округ                 | Красильниково           | Троицкое сельское поселение     |
| Троицкий сельский округ                 | Можарово                | Троицкое сельское поселение     |
| Троицкий сельский округ                 | Моньясово               | Троицкое сельское поселение     |
| Троицкий сельский округ                 | Троица                  | Троицкое сельское поселение     |
| Троицкий сельский округ                 | Ясаково                 | Троицкое сельское поселение     |
| Троицкий сельский округ                 | Ясаковские Выселки      | Троицкое сельское поселение     |
| Бельский сельский округ                 | Бельское                | Федотьевское сельское поселение |
| Бельский сельский округ                 | Дорофеево               | Федотьевское сельское поселение |
| Бельский сельский округ                 | Кидусово                | Федотьевское сельское поселение |
| Веретьинский сельский округ             | 1-е Мая                 | Федотьевское сельское поселение |
| Веретьинский сельский округ             | Велье-Родионовка        | Федотьевское сельское поселение |
| Веретьинский сельский округ             | Веретье                 | Федотьевское сельское поселение |
| Веретьинский сельский округ             | Лесхоза                 | Федотьевское сельское поселение |
| Веретьинский сельский округ             | Новый Кудом             | Федотьевское сельское поселение |
| Веретьинский сельский округ             | Старый Кудом            | Федотьевское сельское поселение |
| Городновский сельский округ             | Аграфеновка             | Федотьевское сельское поселение |
| Городновский сельский округ             | Большие Лупяжи          | Федотьевское сельское поселение |
| Городновский сельский округ             | Городное                | Федотьевское сельское поселение |
| Городновский сельский округ             | Новые Лупяжи            | Федотьевское сельское поселение |
| Федотьевский сельский округ             | Емельяновка             | Федотьевское сельское поселение |
| Федотьевский сельский округ             | Малино                  | Федотьевское сельское поселение |
| Федотьевский сельский округ             | Мжакино                 | Федотьевское сельское поселение |
| Федотьевский сельский округ             | Торчино                 | Федотьевское сельское поселение |
| Федотьевский сельский округ             | Федотьево               | Федотьевское сельское поселение |